# Cimetière militaire d'Enfida
Le cimetière militaire d'Enfida est un cimetière militaire britannique situé à proximité de la ville d'Enfida, dans le Nord-Est de la Tunisie. Créé en 1943, il accueille 1 463 tombes de soldats du Commonwealth tués pendant la Seconde Guerre mondiale.

## Contexte
Après sa victoire sur les forces allemandes à la seconde bataille d'El Alamein, en novembre 1942, la 8e armée britannique se déplace de l'Égypte vers la Libye pour poursuivre son offensive. Au même moment, les forces alliées débarquent en Afrique du Nord, au Maroc et près d'Oran et d'Alger en Algérie, dans le cadre de l'opération Torch. Les troupes allemands envoient alors des renforts en Tunisie, et la situation se fige durant l'hiver 1942-1943.
Au printemps 1943, l'offensive alliée reprend et les Allemands sont contraints de se réfugier dans le Nord-Est de la Tunisie, avant de capituler au terme de six mois de combats.
C'est autour de la ville d'Enfida, sur la côte orientale de la Tunisie, à cent kilomètres au sud de Tunis et à quarante kilomètres au nord de Sousse, que les forces de la 8e armée britannique se sont heurtées à une féroce résistance des troupes allemandes dans leur progression, jusqu'à ce que la place ne tombe le 12 mai 1943.

## Éléments
Le cimetière, situé à l'ouest de la ville d'Enfida, est construit selon les plans de l'architecte britannique Hubert Worthington (en). Il est parcouru de deux larges allées qui le délimitent en quatre zones, avec au total huit carrés distincts. Il est bordé d'arbres et parcouru de larges pelouses. Au centre du cimetière est placée une pierre du Souvenir (Stone of rememberance), traditionnelle dans les cimetières du Commonwealth. À l'entrée se trouve également une croix du Sacrifice (Cross of sacrifice).

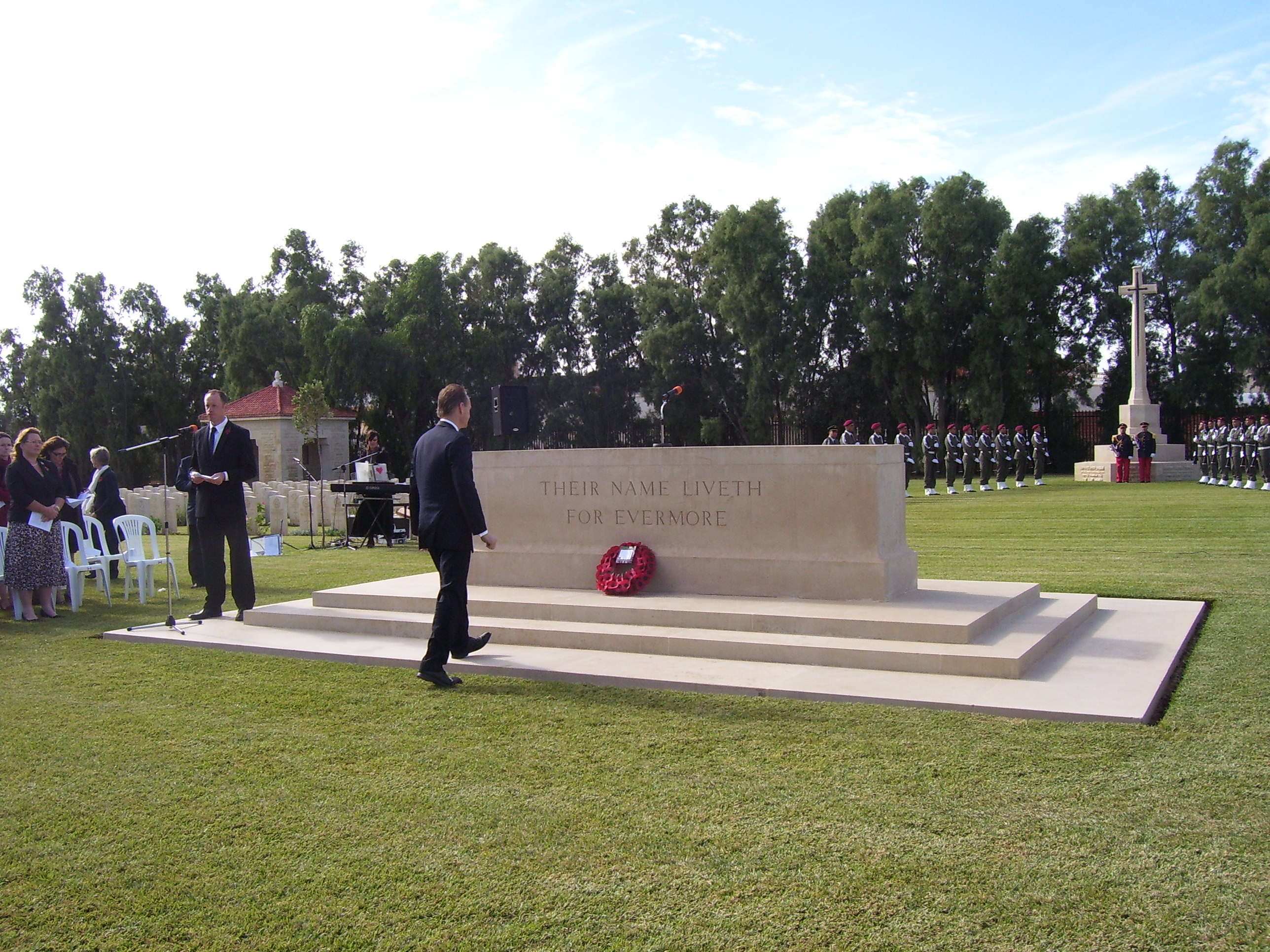
Pierre du Souvenir.
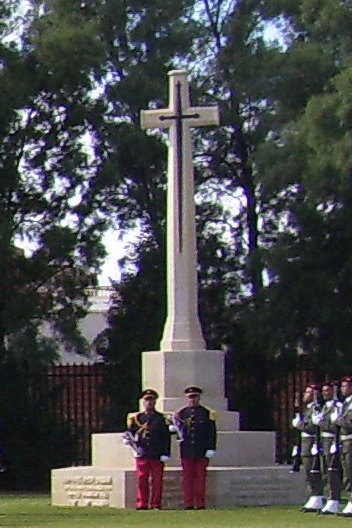
Croix du Sacrifice.

## Personnalités
1 463 soldats du Commonwealth sont enterrés dans le cimetière : 1 243 soldats britanniques, 170 néo-zélandais, 31 canadiens, onze australiens, neuf sud-africains et deux indiens. La plupart d'entre eux sont tombés dans les derniers jours de combat, entre mars et mai 1943. L'un de ces soldats a été décoré de la croix de George, l'une des deux plus hautes distinctions militaires britanniques : le caporal parachutiste Charles Duncan (en), 23 ans, mort en se jetant sur une grenade tombée parmi un groupe de soldats.
Le soldat le plus haut gradé enterré dans le cimetière est le brigadier Frederick Kisch (en), vétéran de la Première Guerre mondiale. Engagé de la première heure dans le mouvement sioniste, qu'il rejoint dans les années 1920, il fait partie de la délégation britannique à la conférence de Paris de 1919, et dirige la Commission sioniste (en) de 1921 à 1923, du fait des excellentes relations qu'il entretient avec l'administration britannique et avec les leaders arabes, comme Hussein ben Ali et son fils Abdallah. Il est tué le 7 avril 1943, à l'âge de 55 ans, dans l'explosion d'une mine.